# Фавале ди Малваро
Фава̀ле ди Ма̀лваро (на италиански: Favale di Malvaro; на лигурски: Favâ, Фава) е село и община в Северна Италия, провинция Генуа, регион Лигурия. Разположено е на 300 m надморска височина. Населението на общината е 500 души (към 2011 г.).